# Chirnogi
Chirnogi là một xã thuộc hạt Călărași, România. Dân số thời điểm năm 2002 là 8131 người.